# Мзымтинский клад

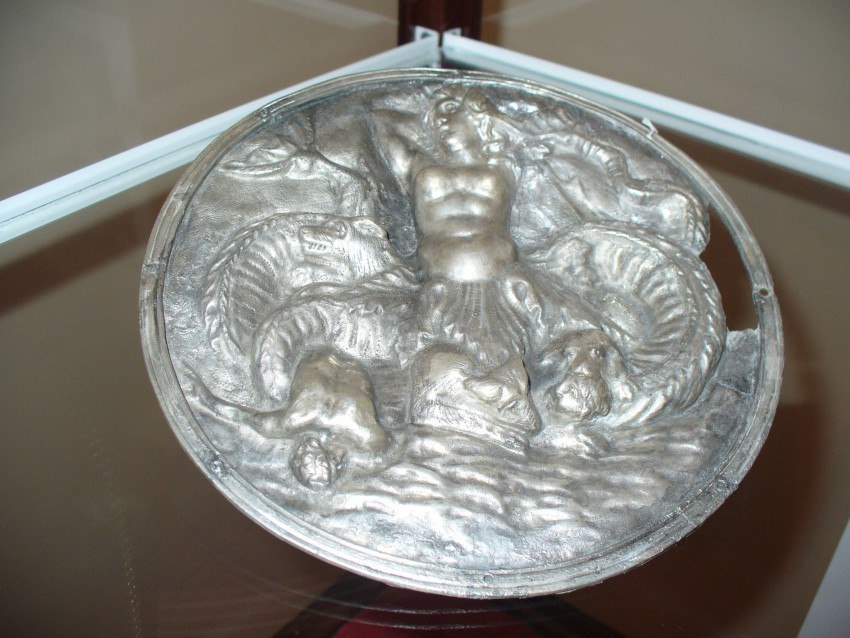
Серебряный фалар Мзымтинского клада

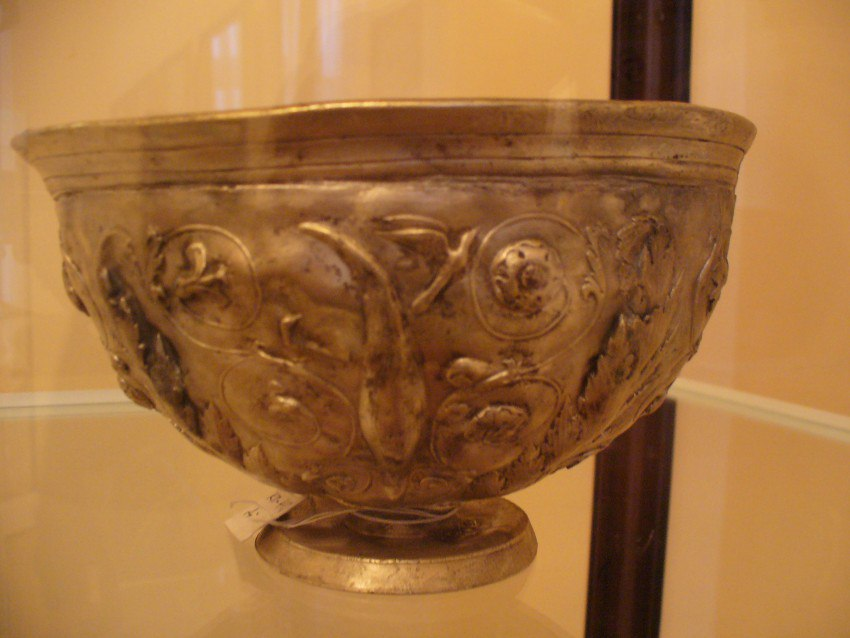
Бронзовая вещь Мзымтинского клада

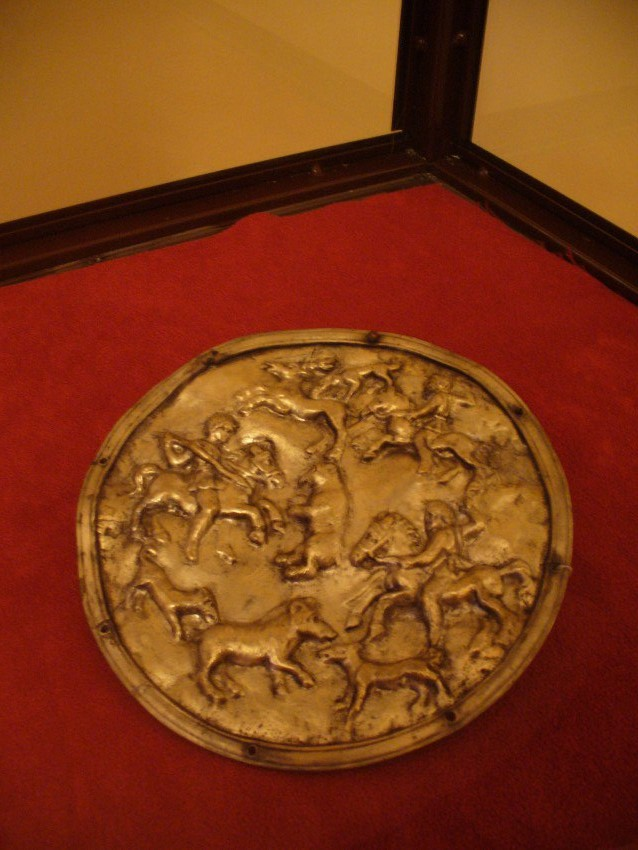
Бронзовая вещь Мзымтинского клада

Мзы́мтинский клад — крупнейший античный клад из когда-либо обнаруженных на территории Сочи. Экспонируется в Сочинском художественном музее.

## Состав клада
Включает в себя предметы вооружения: наконечники копий, аттический бронзовый шлем, сарматские железные мечи; конское снаряжение — железные удила, псалии, подпружная пряжка. Также серебряные чаши, ручка сосуда в виде головы барана с изогнутыми рогами и вытянутыми передними ногами, смятое бронзовое ведро, фрагменты нашивок из золотой фольги, серебряные ручки, снятые с сосудов. Многие вещи представляют собой древнегреческий импорт.
Одним из примечательных предметов является серебряный фалар с изображением женщины-змеи. В круге, ограниченным литым ободком с восемью сквозными отверстиями, на тонкой пластине изображено в верхней части воздушное пространство, в нижней части пластины — морское. На их фоне по центру изображение в фас обнаженного женского тела, с руками, закинутыми за голову с пышными вьющимися волосами, голова влево в профиль. Чуть ниже живота и от бедер из-под трех крупных трилистников вместо ног извивающиеся толстые тела морских змей. В воздушной среде слева и справа от головы женщины они заканчиваются крупными рыбьими хвостовыми плавниками, а в средней части и внизу в морской пучине — морскими собаками, пожирающих обнажённых моряков слева и справа.

## История находки и её исследования
Артефакты найдены местным кладоискателем Андреем Чамкиным, жителем села Казачий Брод.
Вещи и их местонахождение in situ исследованы петербургским археологом В. А. Семёновым 23—24 сентября 1997 года. Памятник определён им гениохским временем и датирован I веком до н. э.